# 빈카 피터슨
빈카 피터슨(영어: Vinca Petersen, 1973년경~)은 영국의 사진가이다.국립 초상화 미술, 빅토리아 앨버트 박물관 등의 장소에 그녀의 작품들이 소장되어있다.